# Zenwalk
Zenwalk GNU/Linux – dystrybucja Linuksa zapoczątkowana w 2004 pod nazwą Minislack na bazie Slackware’a przez Jean-Philippe Guillemina, pod nazwą Zenwalk od roku 2005. Wydawana jest w czterech wersjach: Zenwalk GNU/Linux (ok. 680 MB), Zenwalk GNU/Linux Live (ok. 480 MB), Zenwalk GNU/Linux Server (ok. 260 MB), i Zenwalk GNU/Linux Core (201 MB), a także w wersji specjalnej ZenEdu Live. Bazuje na środowisku Xfce, natomiast  fluxbox, openbox, Enlightenment, GNOME i KDE dostępne są w dodatkowych pakietach.

## Instalacja
Instalacja odbywa się w trybie tekstowym, w języku angielskim i trwa około 20 min. Po wybraniu w trakcie instalacji polskiej klawiatury i polskiego kodowania w UTF-8, system uruchamia się w języku polskim.

## Kolejne wydania
| Wersja                       | Data wydania |
| ---------------------------- | ------------ |
| Minislack 0.1                | 2004-05-21   |
| Minislack 0.2                | 2004-08-23   |
| Minislack 0.3                | 2005-02-17   |
| Minislack 0.4                | 2005-03-26   |
| Minislack 1.0                | 2005-04-24   |
| Minislack 1.0.1              | 2005-05-03   |
| Minislack 1.1                | 2005-06-10   |
| Zenwalk GNU/Linux 1.2        | 2005-08-12   |
| Zenwalk GNU/Linux 1.3        | 2005-10-15   |
| Zenwalk GNU/Linux 2.0 Core   | 2005-11-27   |
| Zenwalk GNU/Linux 2.0.1      | 2005-12-04   |
| Zenwalk GNU/Linux 2.1 (Core) | 2006-01-18   |
| Zenwalk GNU/Linux 2.2        | 2006-02-16   |
| Zenwalk GNU/Linux 2.4        | 2006-04-04   |
| Zenwalk GNU/Linux 2.6        | 2006-05-23   |
| Zenwalk GNU/Linux 2.8        | 2006-07-21   |
| Zenwalk GNU/Linux 3.0        | 2006-09-08   |
| Zenwalk GNU/Linux 4.0        | 2006-11-20   |
| Zenwalk GNU/Linux 4.2        | 2007-01-06   |
| ZenLive GNU/Linux 4.2        | 2007-01-15   |
| Zenwalk GNU/Linux 4.4        | 2007-02-22   |
| Zenwalk GNU/Linux 4.4.1      | 2007-02-24   |
| Zenwalk GNU/Linux 4.6        | 2007-06-01   |
| Zenwalk GNU/Linux 4.6.1      | 2007-06-06   |
| Zenwalk GNU/Linux 4.8        | 2007-10-06   |
| Zenwalk GNU/Linux 5.0        | 2008-01-18   |
| Zenwalk GNU/Linux 5.2        | 2008-06-07   |
| Zenwalk GNU/Linux 6.0        | 2009-03-07   |
| Zenwalk GNU/Linux 6.2        | 2009-09-06   |
| Zenwalk GNU/Linux 6.4        | 2010-05-27   |
| Zenwalk GNU/Linux 7.0        | 2011-03-25   |
| Zenwalk GNU/Linux 7.2        | 2012-10-11   |